# Mnesarchaea
Mnesarchaea là một chi bướm đêm nguyên thủy New Zealand đặc hữu của New Zealand. Đây là chi duy nhất trong họ Mnesarchaeidae và liên họ Mnesarchaeoidea,

## Các loài
- Mnesarchaea acuta Philpott, 1929
- Mnesarchaea fallax Philpott, 1927
- Mnesarchaea fusca Philpott, 1922
- Mnesarchaea fusilella Walker, 1864 (originally in Tinea)
- Mnesarchaea loxoscia Meyrick, 1888
- Mnesarchaea hamadelpha Meyrick, 1888
  - = Mnesarchaea similis Philpott, 1924 Lưu trữ ngày 16 tháng 5 năm 2011 tại Wayback Machine
- Mnesarchaea paracosma Meyrick, 1886

## Sources
- Common Name Index Lưu trữ ngày 1 tháng 4 năm 2007 tại Wayback Machine